# Maciste contro Maciste
Maciste contro Maciste è un film del 1923.